# Polowanie dewizowe

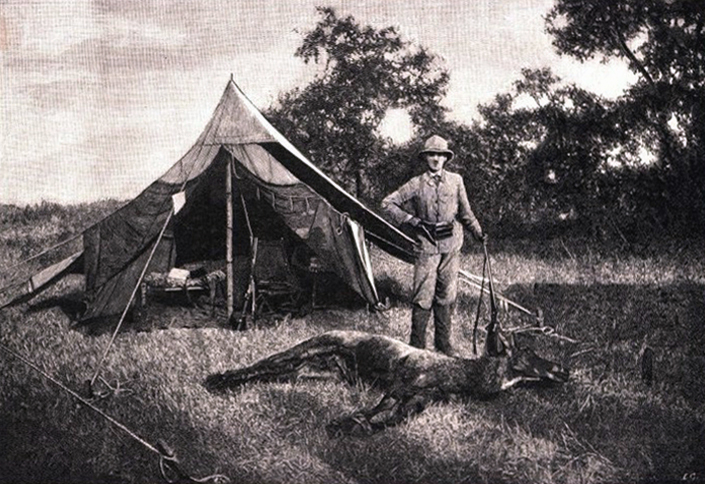
Prekursor polowań dewizowych w Polsce Józef Mikołaj Potocki

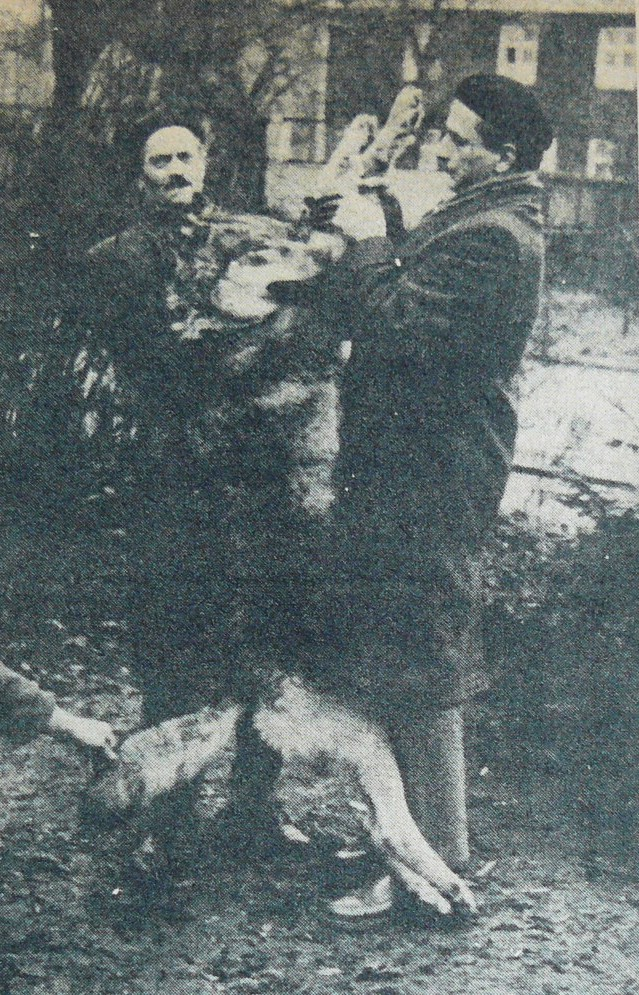
Basior strzelony w lutym 1962 roku w Nadleśnictwie Sieraków w zachodniej Polsce

Polowanie dewizowe – polowanie dla zagranicznych myśliwych, pierwotnie organizowane w Polsce i niektórych innych krajach bloku wschodniego z udziałem obywateli państw za żelazną kurtyną celem pozyskania przez państwo socjalistyczne brakujących na rynku dewiz.

## Historia

### W okresie rozbiorów
Za prekursora polowań dewizowych w Polsce uznać można Józefa Mikołaja Potockiego, który promował wśród myśliwych angielskich swoje dobra w Pilawinie jako tereny łowieckie. 

### W II Rzeczypospolitej
Popularność polskich kompleksów leśnych jako terenów łowieckich dla gości zagranicznych wzrosła po polskiej wystawie łowieckiej w Berlinie w 1937 roku.

### W Polskiej Rzeczypospolitej Ludowej
W pierwszych latach po II wojnie światowej kontakty myśliwskie z Europą Zachodnią ustały. Zmiana nastąpiła po 1956 roku, ale władze Polski Ludowej podchodziły do kontaktów z przedstawicielami zachodu bardzo nieufnie. Pierwsze polowanie dewizowe odbyło się w 1957 roku, a następne rok później. Od uczestników wymagane było indywidualne zezwolenie Ministerstwa Leśnictwa i Przemysłu Drzewnego. Łowiska wytypowano w województwie koszalińskim i gdańskim, a sprawa była pilotowana przez trzy ministerstwa – leśnictwa, finansów i spraw zagranicznych. Początkowe sukcesy zachęciły władze do poszerzenia oferty o nowe łowiska i nowe gatunki do odstrzału, między innymi cietrzewie i głuszce. W tym samym czasie, ale na większą skalę i z mniejszymi obostrzeniami, polowania dewizowe rozwijały się na Węgrzech, w Jugosławii i w Czechosłowacji (po 1960 roku były już tam bardzo popularne). W Polsce decyzja o rozwinięciu oferty zapadła w 1962 roku, a organizatorem uczyniono Lasy Państwowe – znowelizowaną ustawę w tej sprawie wydano 22 maja 1967 roku. Od 9 sierpnia 1971 roku za sprawą I sekretarza KC PZPR Edwarda Gierka do organizacji polowań dewizowych upoważniony został także Polski Związek Łowiecki. Łowy takie miały być jednym z narzędzi otwierania się Polski Ludowej na zachód. W 1973 roku zorganizowano w Warszawie XX Kongres Międzynarodowej Rady Łowieckiej, na którym obecny był między innymi książę irański Abd-or-Reza Pahlawi, zainteresowany odstrzałem polskich żubrów. W 1976 roku wpływy z polowań dewizowych przekroczyły 2,1 mln dolarów, po czym nastąpił spadek zainteresowania ofertą z uwagi na kryzys naftowy. Popularne były zwłaszcza polowania na byki i rogacze, a potem też na kuropatwy. Polowań dla dewizowców nie zaprzestano nawet podczas obowiązywania stanu wojennego. Dla niektórych kół łowieckich stanowiły one 70% dochodów do budżetu.

### W III Rzeczypospolitej
Po 1989 roku zwiększyła się liczba podmiotów organizujących polowania w Polsce. Dochody z nich pozwoliły kołom łowieckim przetrwać czas hiperinflacji. Z czasem Polska przestała być tak atrakcyjnym terenem polowań jak wcześniej, gdyż otworzyły się możliwości łowów w Rosji (np. Syberia, Sachalin) czy w Kirgistanie i innych republikach postsowieckich.
W 2008 w polowaniach dewizowych na terytorium Polski brało rocznie udział około 25 tys. myśliwych, głównie z Niemiec, Austrii, Włoch, Hiszpanii, Francji i Danii. Polowania takie umożliwiały wówczas dwie trzecie kół łowieckich w okręgu rzeszowskim PZŁ, a organizowały je biuro polowań Bieszczady Regionalnej Dyrekcji Lasów Państwowych w Krośnie oraz biuro polowań Art-Hubert w Leżajsku.